# Stenocercus marmoratus
Stenocercus marmoratus este o specie de șopârle din genul Stenocercus, familia Tropiduridae, descrisă de Auguste Henri André Duméril și Bibron 1837. A fost clasificată de IUCN ca specie cu risc scăzut. Conform Catalogue of Life specia Stenocercus marmoratus nu are subspecii cunoscute.

## Galerie

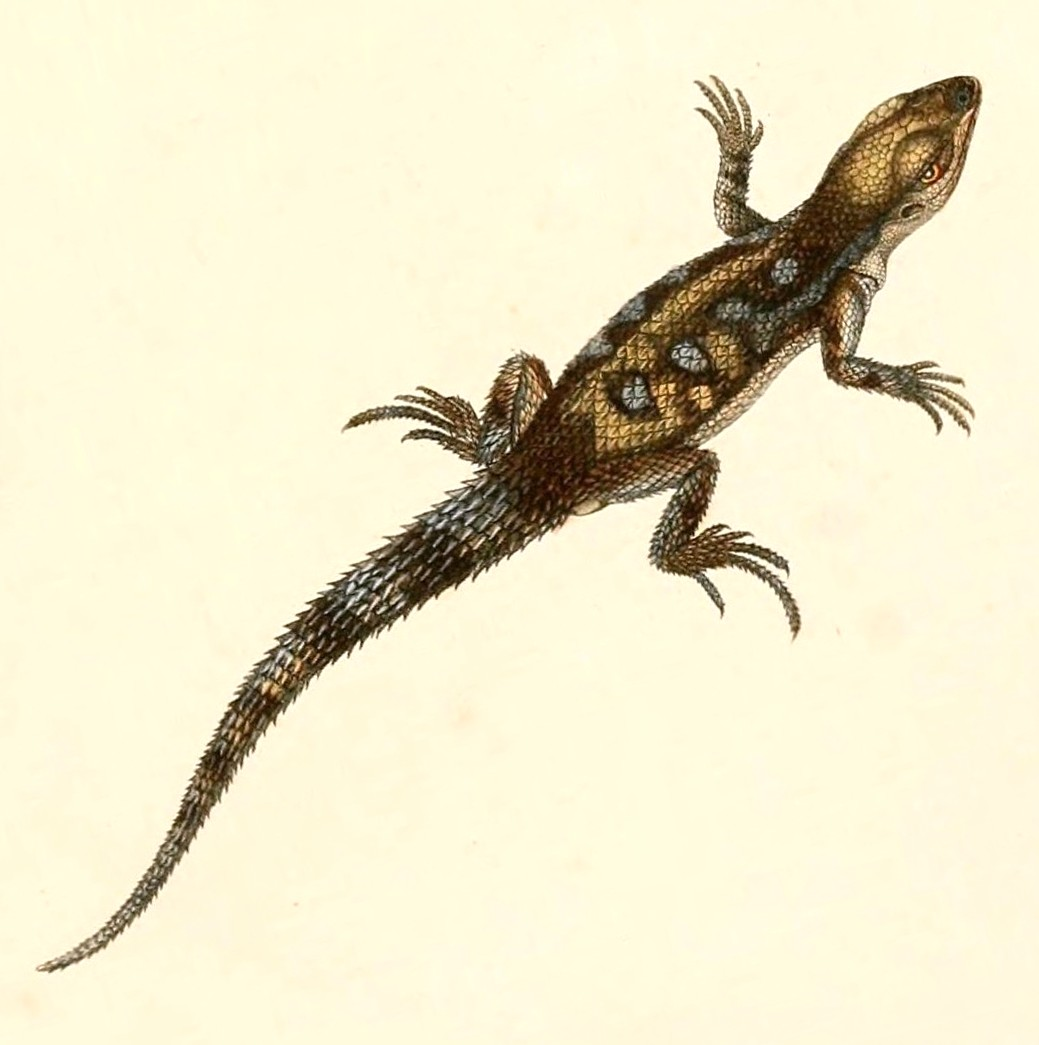
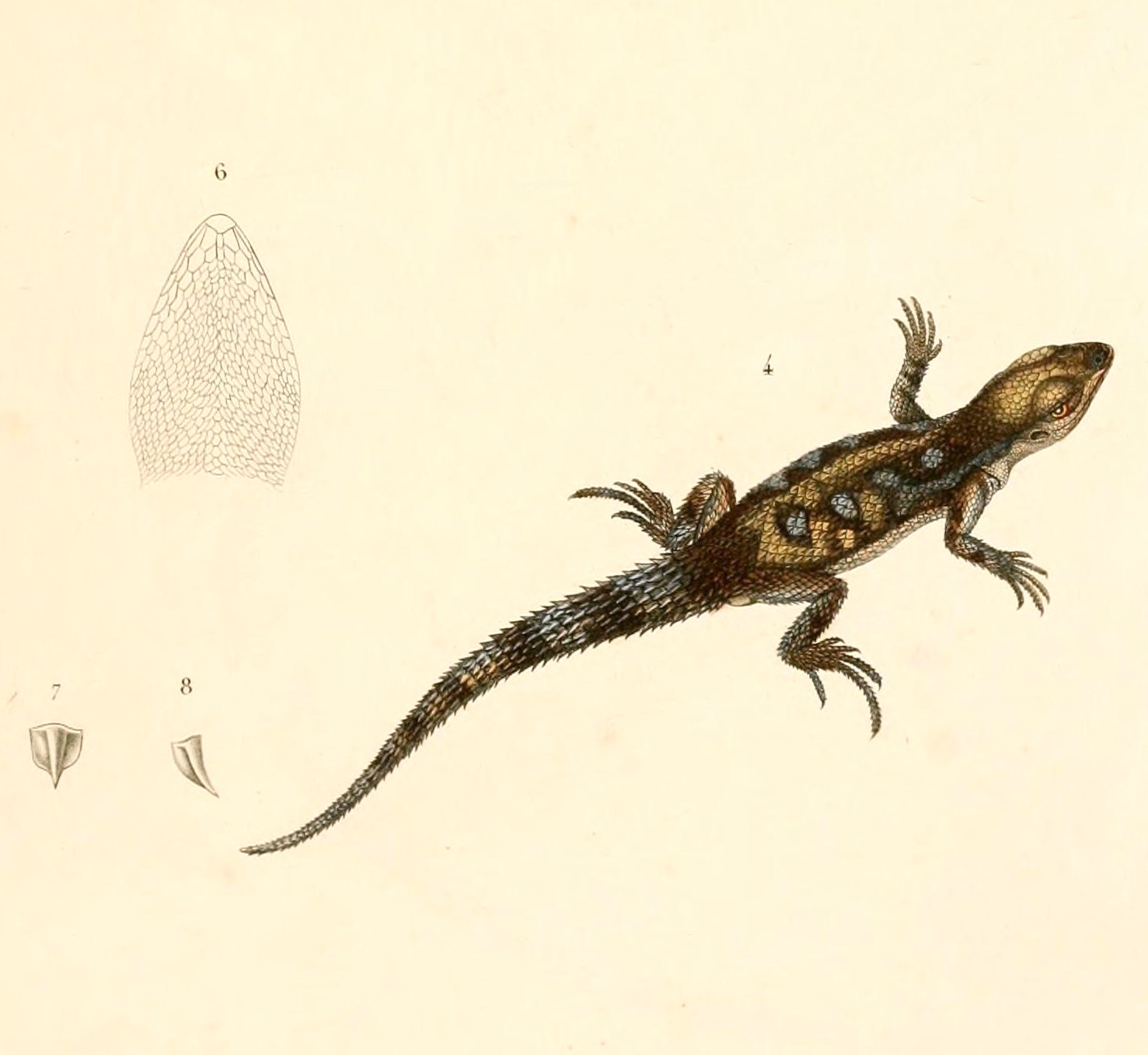